# ترگل ها
تُرگُل‌ها نام قومی ترک تبار است که در دوبله فارسی سریال تاریخی فرمانده ته‌جویونگ به این عنوان شناخته می‌شود. این قبیله در داستان سریال، یکی از اقوام جنگجو و کوچ‌نشین آسیای میانه معرفی می‌شود که در سده‌های نخست میلادی با پادشاهی‌های شرق آسیا، به‌ویژه گوگوریو و امپراتوری تانگ، تعامل نظامی و سیاسی دارند.

## حضور در سریال فرمانده ته‌جویونگ
در سریال کره‌ای Dae Jo-yeong (محصول KBS در سال ۲۰۰۶)، ترگل‌ها به‌عنوان قومی نیرومند، سوارکار، و جنگاور معرفی می‌شوند که نقش مهمی در معادلات قدرت منطقه‌ای بازی می‌کنند. برخی شخصیت‌های برجسته سریال از میان این قوم هستند و در طول روایت، روابط آن‌ها با گوگوریو، تانگ، و سایر اقوام نمایش داده می‌شود.
در نسخه اصلی کره‌ای، نام این قوم ممکن است متفاوت بوده باشد و واژهٔ «ترگل» حاصل بازپرداخت یا معادل‌سازی در دوبله فارسی باشد. با این حال، شکل‌گیری تصویری از یک قوم با ویژگی‌های ترک‌تبار، چادرنشین، و رزم‌محور، در این سریال به‌شکلی چشمگیر صورت گرفته‌است.

## منشأ احتمالی
گرچه منابع تاریخی مستقیمی با عنوان «ترگل‌ها» شناخته نشده‌اند، اما به‌نظر می‌رسد این نام و ویژگی‌های این قوم در سریال، برگرفته از برخی اقوام تاریخی آسیای میانه همچون گوک‌ترک‌ها، خارلوق‌ها، یا دیگر طوایف ترک‌نژاد سده‌های ششم تا هشتم میلادی باشد. این اقوام در دورهٔ گوگوریو با امپراتوری‌های شرق آسیا روابط پیچیده‌ای داشتند و گاه در نبردها یا اتحادهای سیاسی سهیم می‌شدند.

## ویژگی‌ها
ترگل‌ها در سریال با لباس‌ها، آرایش ظاهری، و سلاح‌هایی نمایش داده می‌شوند که یادآور سبک زندگی چادرنشینی و فرهنگ نظامی اقوام آسیای میانه است. تأکید ویژه‌ای بر مهارت‌های رزمی، سواره‌نظام، و فرهنگ افتخار در میان اعضای این قوم وجود دارد.